# Condado de Hiiu
El condado de Hiiu (en estonio: Hiiu maakond) o Hiiumaa es el nombre de uno de los quince condados en los que está dividida administrativamente Estonia. Consiste principalmente en la isla de Hiiu, la segunda mayor isla de Estonia, y varias islas menores situadas en el golfo de Finlandia. El condado limita con el condado de Lääne al este y con el condado de Saare al sur. Su capital es Kärdla.

## Gobierno del condado
Cada uno de los condados de los que se compone el país es regido por un gobernador (en estonio: maavanem), elegido cada cinco años por el gobierno central. Desde marzo de 2005, dicho cargo está en manos de Hannes Maasel.

## Municipios
Hiiu se encuentra dividido a su vez en 4 municipios. Todos son municipios rurales (est: vallad).
Municipios rurales:
- 1 Emmaste
- 2 Hiiu (en este municipio está desde 2013 la capital condal Kärdla)
- 3 Käina
- 4 Pühalepa